# Perchiu
Perchiu – wieś w Rumunii, w okręgu Bacău, w gminie Huruiești. W 2011 roku liczyła 165 mieszkańców.